# Aire d'attraction de Lisieux
L'aire d'attraction de Lisieux est un zonage d'étude défini par l'Insee pour caractériser l’influence de la commune de Lisieux sur les communes environnantes. Publiée en octobre 2020, elle se substitue à l'aire urbaine de Lisieux, qui comportait 36 communes dans le dernier zonage qui remontait à 2010.

## Définition
L'aire d'attraction d'une ville est composée d’un pôle, défini à partir de critères de population et d’emploi ainsi que d’une couronne constituée des communes dont au moins 15 % des actifs travaillent dans le pôle. Le pôle d’attraction constitue ainsi un point de convergence des déplacements domicile-travail,.

## Type et composition
L’aire d'attraction de Lisieux est une aire inter-départementale qui comporte 57 communes : 54 situées dans le Calvados et 3 dans l'Eure (Barville, Fontaine-la-Louvet et Le Planquay). 
Elle est catégorisée dans les aires de 50 000 à moins de 200 000 habitants, une catégorie qui regroupe 18,4 % au niveau national.

### Carte

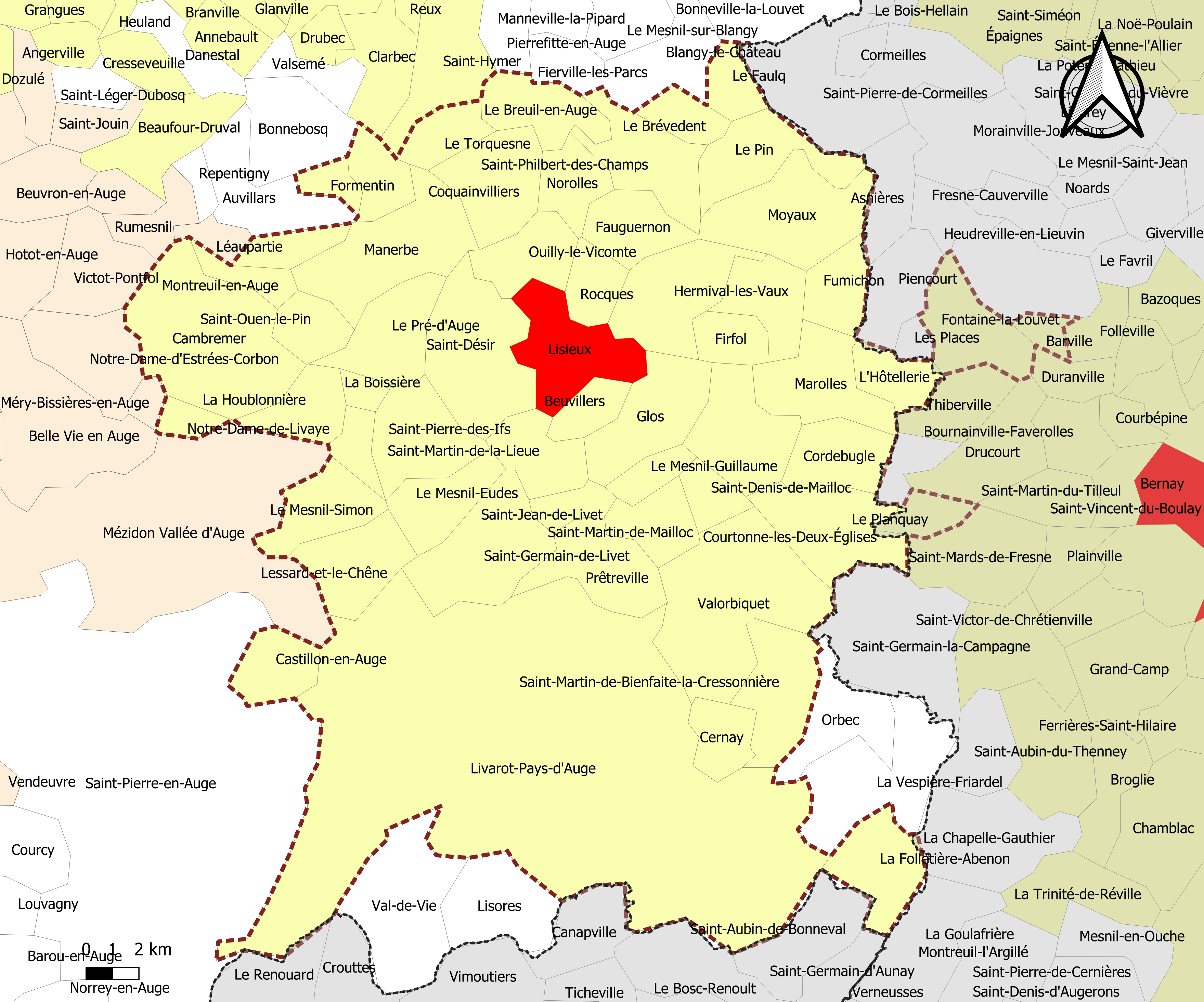
Carte de l'aire d'attraction de Lisieux.
Commune-centre
Commune de la couronne

### Composition communale
| Catégorie               | Département | Communes | Communes |
| Catégorie               | Département | Nombre   | Libellé |
| ----------------------- | ----------- | -------- | --- |
| Commune-centre          | Calvados    | 1        | Lisieux. |
| Communes de la couronne | Calvados    | 53       | Beuvillers, La Boissière, Le Breuil-en-Auge, Le Brévedent, Cambremer, Castillon-en-Auge, Cernay, Coquainvilliers, Cordebugle, Courtonne-la-Meurdrac, Courtonne-les-Deux-Églises, Fauguernon, Le Faulq, Firfol, La Folletière-Abenon, Formentin, Le Fournet, Fumichon, Glos, Hermival-les-Vaux, L'Hôtellerie, La Houblonnière, Lessard-et-le-Chêne, Livarot-Pays-d'Auge, Manerbe, Marolles, Le Mesnil-Eudes, Le Mesnil-Guillaume, Le Mesnil-Simon, Les Monceaux, Montreuil-en-Auge, Moyaux, Norolles, Notre-Dame-de-Livaye, Ouilly-du-Houley, Ouilly-le-Vicomte, Le Pin, Le Pré-d'Auge, Prêtreville, Rocques, La Roque-Baignard, Valorbiquet, Saint-Denis-de-Mailloc, Saint-Désir, Saint-Germain-de-Livet, Saint-Jean-de-Livet, Saint-Martin-de-Bienfaite-la-Cressonnière, Saint-Martin-de-la-Lieue, Saint-Martin-de-Mailloc, Saint-Ouen-le-Pin, Saint-Philbert-des-Champs, Saint-Pierre-des-Ifs, Le Torquesne. |
| Communes de la couronne | Eure        | 3        | Barville, Fontaine-la-Louvet, Le Planquay. |